# Epeolus americanus
Epeolus americanus (лат.) — вид земляных пчёл-кукушек рода Epeolus из подсемейства Nomadinae (Apidae).

## Распространение
Северная Америка: Канада и США, включая штат Аляска.

## Описание
Мелкие слабоопушенные пчёлы, с беловато-жёлтыми отметинами на теле как у ос и рыжевато-красными ногами. Длина менее 1 см. Членик жгутика F2 не более чем 1.1 × в длину как в ширину; мезоскутум с отчётливыми перевязями; аксиллы мелкие , не выступают за середину длины мезоскутеллюма, и также как и мезоскутеллюм чёрные; мезоплеврон пунктированный. Клептопаразиты пчёл рода Colletes , в гнёзда которых откладывают свои яйца. На цветах Leucanthemum vulgare (Compositae), Plagiobothrys (Boraginaceae), Salix (Salicaceae). Максиллярные щупики 1-члениковые. 2-й стернит брюшка матовый. Брюшко частично красное. У самок на 6-м стерните брюшка расположены ланцетовидные, мелко зазубренные отростки. В переднем крыле три радиомедиальных ячейки, 1-я из них много крупнее 3-й. Вершина радиальной ячейки (по форме она эллиптическая) удалена от переднего края крыла. Задние голени со шпорами.